# Battaglia di Didgori
La battaglia di Didgori fu combattuta tra gli eserciti del Regno di Georgia e del cadente Impero selgiuchide, il 12 agosto 1121 a Didgori, 40 km a sud-ovest di Tbilisi, l'attuale capitale della Georgia.
La battaglia si concluse con una decisiva vittoria del re Davide IV di Georgia sull'esercito d'invasione selgiuchide guidato da Ilghazi e la successiva riconquista di Tbilisi, che era rimasta per secoli in mano ai musulmani e che divenne la capitale del regno.
La vittoria a Didgori inaugurò l'"Età aurea" medievale della Georgia ed è celebrata nella "Cronache georgiane" come una "vittoria miracolosa" (ძლევაჲ საკვირველი, dzlevay sakvirveli), mentre i moderni Georgiani continuano a ricordare l'evento ogni anno a settembre in una festa conosciuta come Didgoroba ("[il giorno] di Didgori").

## Contesto storico

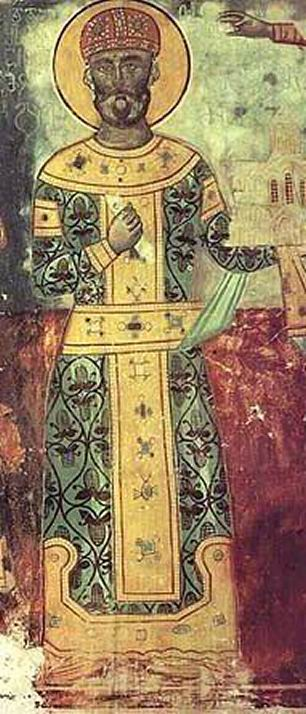
Davide IV di Georgia.

Il Regno di Georgia era stato un tributario del Grande impero selgiuchide sin dal 1080.
Tuttavia, a partire dal 1090 l'energico re georgiano Davide IV, sfruttando delle tensioni interne alla nazione selgiuchide ed il successo degli europei occidentali della prima crociata contro il controllo musulmano della Terra santa, riuscì ad istituire una monarchia relativamente forte, riorganizzò il suo esercito e reclutò Kipčaki, Alani ed anche "ifranj" mercenari per condurli alla riconquista delle terre perdute ed alla cacciata dei predoni turchi. Davide revocò i tributi ai Selgiuchidi nel 1096/7, pose fine alle migrazioni stagionali dei turchi in Georgia e recuperò varie importanti fortezze in una serie di campagne dal 1103 al 1118.
Il suo principale obiettivo fu la riconquista di Tbilisi, un'antica città georgiana che era stata sotto il governo musulmano per oltre quattro secoli. Davide intraprese azioni militari anche fuori dalla Georgia, penetrando fino al bacino dell'Aras ed al litorale del Caspio e terrorizzando il commercio musulmano per tutta la Transcaucasia.
Entro il mese di giugno 1121 Tbilisi era sotto assedio georgiano e la sua élite musulmana fu costretta a pagare un pesante tributo a Davide IV.

## La battaglia
La risorgente energia militare georgiana portò ad una risposta coordinata dei musulmani.
Sia le fonti georgiane che quelle islamiche testimoniano che, a seguito dei lamenti dei Musulmani di Tbilisi, il Sultano Mahmud II b. Muhammad (r. 1118-1131) inviò una spedizione in Georgia alla quale presero parte l'artuqide Ilghazi di Mardin, il mazyadide Dubays II b. Sadaqa di Al Hillah e il fratello del sultano, Tughrul signore di Arran e Nakhichevan, con il suo atabeg Kun-toghdi.
Questo esercito combinato sotto il comando generale di Ilghazi entrò nella valle di Trialeti nella Georgia orientale e si accampò nelle vicinanze di Didgori e Manglisi nella metà dell'agosto 1121.
Il numero dei combattenti così come il corso della battaglia sono riportati in maniera diversa nelle relazioni storiche contemporanee.
La forza dell'esercito selgiuchide varia dalle 200 000 alle 605 000 unità a seconda delle fonti medievali islamiche, georgiane, armene o europee.
L'esercito di re Davide è stato tradizionalmente stimato in 40 000 Georgiani, 15 000 Kipčaki, 500 Alani e 100 crociati "ifranj".
Secondo il cronachista arabo Ali Ibn al-Athir, prima della battaglia, Davide inviò 200 soldati al campo selgiuchide che finsero di essere rinnegati ed attaccarono improvvisamente quando raggiunsero le linee nemiche.
Nello stesso tempo la principale forza georgiana, condotta da Davide e suo figlio Demetrio, attaccò il fianco dei Selgiuchidi.
In tre ore di battaglia campale le truppe selgiuchidi furono sopraffatte completamente e costrette alla fuga lasciando grandi quantità di bottino e prigionieri ai vincitori.

## Conquista di Tbilisi
Dopo la vittoria, David mosse inesorabilmente contro le rimanenti sacche di resistenza islamica e l'anno successivo, nel 1122, egli invase Tbilisi, così che la città potesse divenire, secondo un cronachista georgiano, «per sempre un arsenale e capitale per i suoi figli».
Le fonti medievali sottolineano le rappresaglie di re Davide contro i musulmani di Tbilisi.
Tuttavia lo storico arabo al-'Ayni (1360-1451), che utilizza fonti in parte andate perdute,
dice che la città fu saccheggiata ma ammette che alla fine il re georgiano mostrò pazienza e "rispettò i sentimenti dei musulmani più quanto avevano fatto i governanti musulmani."